# Sarata
Sarata (en ucraniano: Сарата) es un pueblo ucraniano perteneciente al óblast de Odesa. Situado en el suroeste del país, es parte del raión de Belgorod-Dnistrovski y del municipio (hromada) homónimo.

## Toponimia
El nombre del asentamiento en otros idiomas de importancia en el asentamiento es Sarata (en ruso: Сарата; en rumano: Sărata). Su nombre significa "salado" en rumano y proviene del río Sarata, que fluye por el asentamiento.

## Geografía

### Clima
| Parámetros climáticos promedio de Sarata (1981-2010) | Parámetros climáticos promedio de Sarata (1981-2010) | Parámetros climáticos promedio de Sarata (1981-2010) | Parámetros climáticos promedio de Sarata (1981-2010) | Parámetros climáticos promedio de Sarata (1981-2010) | Parámetros climáticos promedio de Sarata (1981-2010) | Parámetros climáticos promedio de Sarata (1981-2010) | Parámetros climáticos promedio de Sarata (1981-2010) | Parámetros climáticos promedio de Sarata (1981-2010) | Parámetros climáticos promedio de Sarata (1981-2010) | Parámetros climáticos promedio de Sarata (1981-2010) | Parámetros climáticos promedio de Sarata (1981-2010) | Parámetros climáticos promedio de Sarata (1981-2010) | Parámetros climáticos promedio de Sarata (1981-2010) |
| Mes                                                  | Ene.                                                 | Feb.                                                 | Mar.                                                 | Abr.                                                 | May.                                                 | Jun.                                                 | Jul.                                                 | Ago.                                                 | Sep.                                                 | Oct.                                                 | Nov.                                                 | Dic.                                                 | Anual                                                |
| ---------------------------------------------------- | ---------------------------------------------------- | ---------------------------------------------------- | ---------------------------------------------------- | ---------------------------------------------------- | ---------------------------------------------------- | ---------------------------------------------------- | ---------------------------------------------------- | ---------------------------------------------------- | ---------------------------------------------------- | ---------------------------------------------------- | ---------------------------------------------------- | ---------------------------------------------------- | ---------------------------------------------------- |
| Temp. máx. media (°C)                                | 2.6                                                  | 4.4                                                  | 9.5                                                  | 16.3                                                 | 22.9                                                 | 26.9                                                 | 29.4                                                 | 29.1                                                 | 23.0                                                 | 16.9                                                 | 9.5                                                  | 4.0                                                  | 16.2                                                 |
| Temp. media (°C)                                     | -1.2                                                 | -0.2                                                 | 4.0                                                  | 10.1                                                 | 16.1                                                 | 20.3                                                 | 22.6                                                 | 21.9                                                 | 16.6                                                 | 10.7                                                 | 4.9                                                  | 0.2                                                  | 10.5                                                 |
| Temp. mín. media (°C)                                | -4.4                                                 | -4.0                                                 | -0.4                                                 | 4.5                                                  | 9.4                                                  | 13.9                                                 | 15.8                                                 | 14.9                                                 | 10.4                                                 | 5.6                                                  | 1.0                                                  | -3.0                                                 | 5.3                                                  |
| Precipitación total (mm)                             | 28.8                                                 | 27.0                                                 | 29.7                                                 | 31.8                                                 | 39.9                                                 | 65.8                                                 | 48.1                                                 | 46.4                                                 | 46.4                                                 | 30.5                                                 | 34.6                                                 | 35.6                                                 | 464.6                                                |
| Días de precipitaciones (≥ 1.0 mm)                   | 5.5                                                  | 5.1                                                  | 5.3                                                  | 5.6                                                  | 5.9                                                  | 6.9                                                  | 5.5                                                  | 4.5                                                  | 4.3                                                  | 4.4                                                  | 5.5                                                  | 5.8                                                  | 64.3                                                 |
| Humedad relativa (%)                                 | 84.4                                                 | 81.2                                                 | 76.4                                                 | 72.6                                                 | 69.2                                                 | 69.0                                                 | 66.4                                                 | 67.0                                                 | 72.8                                                 | 78.8                                                 | 84.2                                                 | 86.0                                                 | 75.7                                                 |
| Fuente: World Meteorological Organization            |                                                      |                                                      |                                                      |                                                      |                                                      |                                                      |                                                      |                                                      |                                                      |                                                      |                                                      |                                                      |                                                      |

## Historia
El valle del río Sarata y otros territorios moldavos adyacentes se convirtieron en otomanos en 1484 tras la conquista de Cetatea Albă y Chilia por el sultán Bayezid II. Sarata se menciona con frecuencia en los registros de impuestos otomanos del siglo XVI, pero no se conoce ningún asentamiento con ese nombre antes de 1597. El valle pertenecía a un área en Budjak dotada por el sultán Selim I en beneficio de La Meca y Medina adquirida por él en 1517. En 1610, el "qadi de Sarata" se vio envuelto en un conflicto con los nobles tártaros (mirza) sobre la jurisdicción sobre la población nómada tártara que vivía en el valle del río. A mediados del siglo XVII, el viajero otomano Evliya Çelebi llamó al pueblo Sarı Ata. Según él, estaba habitada por una mayoría de tártaros y localizó allí la tumba de un místico sufí llamado Sarı Ata.

### SigloXIX
Besarabia llegó a manos del Imperio ruso en 1812 después del tratado de Bucarest cuando fue cedida del Principado vasallo otomano de Moldavia junto con el Budyak otomano adyacente. La nueva adquisición estaba destinada a la colonización e inicialmente asignada al Gobernador General de Nueva Rusia. El zar Alejandro I, en un manifiesto de 1813, llamó a los colonos alemanes al país para colonizar las tierras esteparias recién adquiridas. Aquí, en 1822, los emigrantes alemanes restablecieron Sarata, una de las 24 colonias centrales de los alemanes de Besarabia.
De los emigrantes que se establecieron aquí en 1822, unas 70 familias de emigrantes procedían de Baviera y Wurtemberg, incluido su líder, el pastor Ignaz Lindl. Las familias eran de fe católica y protestante. El rico comerciante Christian Friedrich Werner de Giengen an der Brenz se unió a ellos en 1823 a la edad de 63 años, pero murió en Sarata solo unos meses después. Werner legó su fortuna de 25.000 rublos en plata a la comunidad de Sarata. Con estos fondos se construyó una iglesia alrededor de 1843, y en 1844 se estableció la Escuela Evangélica de Formación de Profesores de Alemán Werner (en alemán: Evangelisch-deutsche Lehrerbildungsanstalt Werner), también llamada Escuela Werner en honor a su donante. Esta fue la primera institución de formación de profesores de habla alemana en el Imperio ruso y la única en Besarabia.
Con su gran audiencia entre los fieles en Alemania, San Petersburgo y Besarabia (hasta 10.000 personas a sus sermones), Lindl también tenía enemigos. Lo calumniaron ante el zar, acusándolo de ser un rebelde popular y un líder sectario. Además, a pesar de su consagración como sacerdote católico, contrajo matrimonio con su ama de llaves. Como resultado, Lindl fue expulsado por el zar ruso en 1823. El socio comercial de Werner, Gottlieb Veygel, asumió el cargo de alcalde de la comunidad de Sarata, que se convirtió en protestante y acabó la comunidad de bienes introducida por Lindl y repartió la tierra a las familias. 

### SiglosXXyXXI
En 1917, la República Democrática de Moldavia proclamó su independencia dentro de las fronteras de Besarabia, incluida la ciudad de Sarata.
Después de la unión de Besarabia con Rumania el 27 de marzo de 1918, el pueblo de Sarata pasó a formar parte de Rumania, en el distrito de Tatar-Bunar del condado de Cetatea Albă. Posteriormente, a través de la reorganización del condado, la comuna de Sarata se incluyó en el distrito de Sărata, pero no tuvo la función de centro de distrito. En ese momento, la mayoría de la población era alemana, con comunidades más grandes de judíos y ucranianos. 
Durante el período de entreguerras funcionó aquí una estación de ferrocarril, un hospital estatal, un orfanato y una residencia de ancianos. También estaba la fábrica de maquinaria agrícola "Iacob Staib". En 1924, el pueblo de Sarata no fue ocupado por los insurgentes bolcheviques que habían lanzado el llamado levantamiento de Tatarbunar. Su rebelión no fue apoyada por los campesinos rumanos de Besarabia y los colonos alemanes.
Después de la ocupación soviética de Besarabia en el verano de 1940 por el pacto Ribbentrop-Mólotov, los aproximadamente 1.600 alemanes de Besarabia se unieron al reasentamiento en el Tercer Reich alemán y los territorios ocupados por Alemania en el otoño de 1940 bajo el Heim ins Reich.
Hasta el 18 de julio de 2020, Sarata fue el centro administrativo del raión de Sarata. El raión se abolió en julio de 2020 como parte de la reforma administrativa de Ucrania, que redujo el número de riones del óblast de Odesa a siete. El área del raión se fusionó con el raión de Bíljorod-Dnistrovski.En 2023, Sarata perdió el estatus de asentamiento de tipo urbano en la legislación ucraniana debido a la eliminación de este estatus administrativo.

## Demografía
La evolución de la población de Sarata entre 1989 y 2022 fue la siguiente:
| 6195                                                          | 5229 | 4257 | 4159 |
| (Fuente: Cities & Towns of Ukraine y UKRAINE: Größere Städte) |      |      |      |

Según el censo de 2001, la lengua materna de la mayoría de los habitantes, el 50,26%, es el ruso; del 43,77%, el ucraniano; del 3,08%, el búlgaro; el rumano, del 2,14%. En el censo de 1930 se constató que el 73,21% de los habitantes eran alemanes, 11,88% eran judíos; 6,5%, ucranianos; 3,34%, rusos; 2,82%, rumanos y el 1,43%, búlgaros.  Según el censo de 1921, había 4580 habitantes, de los cuales 2100 eran alemanes.

## Economía
La localidad está llena casi en su totalidad de campos de maíz y de bases militares abandonadas. Muchas personas tienen sus propias granjas de animales, pero no se los conoce como granjeros.

## Personas ilustres
- Vladyslav Supriaha (2000): futbolista ucraniano que juega como delantero en la Sampdoria.